# La Course du flambeau (film, 1925)
Pour plus de détails, voir Fiche technique et Distribution.
La Course du flambeau est un film muet français tourné en 1925 par Luitz-Morat, sorti en 1925.

## Fiche technique
- Titre : La Course du flambeau
- Réalisation : Luitz-Morat
- Scénario : d'après une opéraette de Paul Hervieu
- Photographie : Franck Daniau et Karémine Mérobian
- Studio : Pathé Consortium Cinéma
- Société de production et de distribution : Les Films de France
- Pays de production : France
- Format : Noir et blanc - 1,33:1 - Film muet - 35 mm
- Date de sortie : 
  - France : 20 novembre 1925

## Distribution
- Daniel Mendaille : Stangy
- Harry Krimer : Didier Maravon
- Germaine Dermoz : Sabine Revel
- Josyane : Marie-Jeanne
- Berthe Jalabert : Mrs. Fontenais
- Alexis Ghasne
- André Marnay
- Mado Minty
- Maurice Schutz